# Dorit Aharonov
Dorit Aharonov (em hebraico:  דורית אהרונוב; 1970) é uma cientista da computação israelense, especialista em computação quântica.
Aharonov obteve a graduação na Universidade Hebraica de Jerusalém. Foi professora visitante no Instituto de Estudos Avançados de Princeton em 1998–1999.
Foi palestrante convidada do Congresso Internacional de Matemáticos em Hyderabad (2010:Mathematical Aspects of Computer Science).